# Ёкои Кинкоку
Ёкои Кинкоку (1761—1832) — ученик Ёса Бусона, знаменитый японский поэт и художник Периода Эдо. Был также буддийским монахом.

## Творчество
Его работы хранятся в коллекциях многих именитых музеев, в том числе Британского, Музея искусств округа Лос-Анджелес, Гарвардского художественного, Музея изящных искусств (Бостон), Вустерского музея искусств, Института искусств Миннеаполиса, Метрополитен-музея, Художественного музея Мичиганского университета, Музея искусств Санта-Барбары, Художественного музея Сиэтла, Бруклинского музея и Художественного музея Филадельфии.